# Aura (album van Miles Davis)
Aura is een conceptalbum van Miles Davis uit 1989, geproduceerd door de Deense componist en trompettist Palle Mikkelborg en opgenomen in Kopenhagen in 1985.
Alle composities en arrangementen zijn van Mikkelborg. Hij componeerde Aura ter ere van Miles Davis, toen deze eind 1984 de Léonie Sonning Music Prize won. (Een prestigieuze prijs, doorgaans gegeven aan klassieke componisten en muzikanten; Miles Davis was de eerste niet-klassieke muzikant die de prijs ontving en was vooral verheugd toen hij hoorde dat Igor Stravinsky een van de vroegere laureaten was.) Aanvankelijk zou Miles Davis slechts in één nummer meespelen: de laatste tien minuten van het stuk. Uiteindelijk speelde hij ruim veertig minuten mee.
Miles Davis werd in 1990 voor zijn bijdrage aan Aura onderscheiden met een Grammy Award in de categorie Jazz voor zowel beste instrumentale uitvoering van een bigbandartiest als beste instrumentale uitvoering van een solist.

## Tracklist
1. "Intro" – 4:48
2. "White" – 6:07
3. "Yellow" – 6:55
4. "Orange" – 8:41
5. "Red" – 6:05
6. "Green" – 8:13
7. "Blue" – 6:36
8. "Electric Red" – 4:19
9. "Indigo" – 6:06
10. "Violet" – 9:04